# Siergiej Kriwokrasow
Siergiej Władimirowicz Kriwokrasow, {{|ros.|Сергей Владимирович Кривокрасов}} (ur. 15 kwietnia 1974 w Angarsku) – rosyjski hokeista, reprezentant Rosji, olimpijczyk, trener hokejowy.
Jego brat Andriej (ur. 1976) i syn Nikita (ur. 2000) także zostali hokeistami.

## Kariera zawodnicza
- CSKA Moskwa (1990-1992)
- CSKA 2 Moskwa (1991/1992)
- Indianapolis Ice (1992-1996)
- Chicago Blackhawks (1992, 1994-1998)
- Nashville Predators (1998-2000)
- Calgary Flames (2000)
- Minnesota Wild (2000-2001)
- Mighty Ducks of Anaheim (2001-2002)
- Cincinnati Mighty Ducks (2001-2002)
- Amur Chabarowsk (2002-2004)
- Awangard Omsk (2004)
- Siewierstal Czerepowiec (2004-2005)
- CSKA Moskwa (2005-2006)
- Dinamo Moskwa (2006)
- Mietałłurg Nowokuźnieck (2006-2008)

Wychowanek Jermaka Angarsk w rodzinnym mieście. Od 1990 przez dwa lata zawodnik CSKA Moskwa. W drafcie NHL z 1992 został wybrany przez Chicago Blackhawks i wyjechał do USA. Tam przez dziesięcioletni pobyt do 2002 występował w rozgrywkach IHL, NHL, a u kresu także w AHL. Po powrocie do ojczyzny grał w klubach superligi rosyjskiej do 2008.
Reprezentował trzy reprezentacje: ZSRR, WNP i Rosji. Uczestniczył w turniejach mistrzostw Europy juniorów do lat 18 w 1991 (ZSRR) oraz mistrzostw świata juniorów do lat 20 w 1992 (WNP). W wieku seniorskim został reprezentantem Rosji i uczestniczył w turnieju zimowych igrzyskach olimpijskich 1998, a późniejszych latach grał w meczach towarzyskich. 

## Kariera trenerska
- Jermak Angarsk (2009-2010), asystent trenera
- Jermak Angarsk (2010), główny trener
- Rocky Mountain Renegades 18U (2015/2016), główny trener
- South Florida Hockey Academy 18U (2019/2020), główny trener
- Jermak Angarsk (2020/2021), menedżer generalny
- Jukurit (2006-2008), asystent trenera
- Sibir Nowosybirsk (2022-), asystent trenera

Po zakończeniu kariery został trenerem. Początkowo pracował w macierzystym Jermaku, wpierw jako asystent w rozgrywkach wyższej ligi 2009/2010, a potem w sezonie WHL edycji 2010/2011 do grudnia 2010. Potem pracował z zespołami juniorskimi w USA. W sezonie WHL 2020/2021 był menedżerem generalnym w Jermaku. W sezonie Liiga (2021/2022) był trenerem w sztabie fińskiego klubu Mikkelin Jukurit. W czerwcu 2022 wszedł do sztabu Sibiru Nowosybirsk w KHL.

## Sukcesy
Reprezentacyjne
- Srebrny medal mistrzostw Europy juniorów do lat 18: 1991 z ZSRR
- Złoty medal mistrzostw świata juniorów do lat 20: 1992 z WNP
- Srebrny medal zimowych igrzysk olimpijskich: 1998 z Rosją

Klubowe
- Srebrny medal mistrzostw ZSRR: 1992 z CSKA Moskwa
- Złoty medal mistrzostw Rosji: 2004 z Awangardem Omsk

Wyróżnienie
- Zasłużony Mistrz Sportu ZSRR w hokeju na lodzie: 1998